# イラクのイスラム国

イラクのイスラム国
دولة العراق الإسلامية
 Dawlat al-ʿIrāq al-ʾIslāmiyyah

国の標語: Baqiya wa Tatamadad残留と拡大
最大図版

イラクのイスラム国（イラクのイスラムこく、アラビア語: دولة العراق الإسلامية）は、イラクの反乱で、アメリカ主導の多国籍軍と戦ったサラフィー・ジハード主義の過激派組織である、イラクのイスラム国はイラク連邦政府を打倒し、イラクをシャリーア法で統治したイスラム国家を樹立することを目的としていた。
イラクのイスラム国は1999年にヨルダン国籍のアブー・ムスアブ・アッ＝ザルカーウィーによって結成されたジャマート・アル・タウヒード・ワル・ジハードまで起源を遡ることができる。アブー・ザルカーウィーは2006年6月に死亡するまでジャマート・アル・タウヒード・ワル・ジハードを率いていた。ジャマート・アル・タウヒード・ワル・ジハードは2003年イラク攻撃後のイラクでアメリカ占領軍と戦い、2004年10月17日にはアル・ザルカウィーがオサマ・ビン・ラディンのアルカイダに忠誠を誓った。
2006年1月、アルカイダと他の7つのスンニ派ゲリラグループがムジャーヒディーン評議会を結成したが、2006年10月に解散し、アブー・ウマル・アル＝バグダーディーが初代首長として率いる「イラクのイスラム国」が結成された。
数週間のうちに、元AQI指導者のアブー・アイユーブ・アル＝マスリーはアブー・ウマル・アル＝バグダーディーに忠誠を誓い、イラクのイスラム国の戦争大臣に就任した、これによって約22,000人のAQI戦闘員と志願兵の指揮権がイラクのイスラム国に移った。
2006年から2008年の最盛期には、支配したアンバール県モスルを首都と宣言し、支配地域ではシャリーア法を厳格に適用した、さらに最盛期には強力な軍事力を維持していた、2007年のイラク戦争の増派の際に数十人のイラクのイスラム国の幹部が殺害されて以来、イラクのイスラム国の支配地域は縮小し始めた、イラクのイスラム国はアルカイダとは無関係であったが米軍からは2013年まで「イラクのアルカイダ」と呼ばれることが多かった。
イラクのイスラム国のアブー・ウマル・アル＝バグダーディー首長とアブー・アイユーブ・アル＝マスリー戦争大臣は2010年4月18日、米国主導の連合軍による隠れ家への軍事作戦中に殺害された、アブー・ウマル・アル＝バグダーディーの死後、アブー・バクル・アル＝バグダーディーがイラクのイスラム国の首長となった。
2013年4月7日、アブー・バクル・アル＝バグダーディーはイラクのイスラム国をイラクとレバントのイスラム国（ISIL）に吸収する意図を公式に発表し、イラクのイスラム国はISILに吸収された。